# Libuše (opera)
A Libuše Bedřich Smetana háromfelvonásos történelmi tárgyú „ünnepi” operája. Az eredetileg német nyelvű librettót Josef Wenzig írta és Ervín Špindler fordította le cseh nyelvre. Az opera 1871–72-ben, eredetileg Ferenc József a Szent Vencel koronával cseh királlyá történő koronázására írodott. Erre viszont sosem került sor, így Smetana félretette a művét az épülő prágai Nemzeti Színház megnyitójára. Bár az új színház épülete 1877-ben elkészült, az ünnepélyes megnyitóra és ezzel együtt a Libuše ősemutatójára is csak 1881. június 11-én, az akkori trónörökös, Rudolf főherceg prágai látogatásakor került sor. A bemutatón a karmester Adolf Čech (Smetana egyre súlyosbodó betegsége miatt már évek óta nem vezényelt), a rendező František Kolár volt. A színház nem sokkal később leégett. Az újjáépítés utáni újranyitáskor, 1883. november 18-án is ez az opera csendült fel.
Az amerikai bemutatóra csak 1986 márciusában koncertszerű változatban a New York-i Carnegie Hallban került sor az Eve Queler vezette New York-i Opera Zenekar előadásában, Gabriela Beňačkovával and Václav Zítekkel a főszerepekben.
Az Egyesült Királyságban csak 2019-ben állították először színpadra, a University College Opera (a University College London operatársulata) előadásában a Bloomsbury Színházban.

## Szereplők
| Szerep                        | Hangtípus | Bemutató szereposztása 1881. június 11. |
| ----------------------------- | --------- | --------------------------------------- |
| Libuše, cseh fejedelemasszony | szoprán   | Marie Sittová                           |
| Přemysl, stadicei farmer      | bariton   | Josef Lev                               |
| Chrudoš                       | basszus   | Karel Čech                              |
| Sťáhlav, Chrudoš öccse        | tenor     | Antonín Vávra                           |
| Radmila, Chrudoš húga         | alt       | Betty Fibichová                         |
| Lutobor, a nagybátyja         | basszus   | František Hynek                         |
| Krasava, Lutobor lánya        | szoprán   | Irma Reichová                           |
| Radovan                       | bariton   | Leopold Stropnický                      |
| Első arató                    | szoprán   | Eleonora Ehrenbergů                     |
| Második arató                 | szoprán   | Anna Hlaváčková                         |
| Harmadik arató                | alt       | Ema Maislerová                          |
| Negyedik arató                | tenor     | Jan Šára                                |
| Kórus: Libuše udvartartása    |           |                                         |

## Cselekmény

### Első felvonás
Chrudoš és Sťáhlav néhai édesapjuk birtokának öröklési rendje miatt pereskedik. A döntőbíró Libuše, a fejedelemasszony. A korabeli cseh jog szerint a birtokot egyenlő arányban kellene felosztani vagy közösen igazgatni. Chrudoš, az idősebb fivér, viszont a német jog átvételét és alkalmazását javasolja, ahol primogenitúra van érvényben, így mindent ő az, az elsőszülött fiú örökölne. Libuše úgy határoz, hogy egyenlő arányban kell felosztani a birtokot. Emiatt Chrudoš haragra gerjed és távozik. Az alattvalók egy része, beleértve Chrudošt is, nem szívesen fogad el egy női vezetőt, ezért Libuše megkéri az udvarban lévő alattvalóit, hogy válasszanak neki férjet. Azt válaszolják, hogy saját magának kéne választania. Ekkor derül ki, hogy a fejedelemasszony Přemyslt, az egyszerű farmert szereti. A felvonás azzal ér véget, hogy az udvarban attól rettegnek, hogy Chrudoš bosszút áll és viszályt fog szítani.

### Második felvonás

#### Első szín
Chrudoš rossz kedélyállapotának egyik oka Krasavával való kapcsolatában keresendő. Chrudoš szerelmes Krasavába, de a lány visszautasítja a közeledését, mert nem tartja eléggé romantikus személyiségnek. Ezért a lány gyendéd érzelmeket tettet Sťáhlav iránt, hogy féltékennyé tegye Chrudošt. Apja, Lutobor, megfenyegeti a hatalmával, és követeli, hogy békítse ki a veszekedő testvéreket. Ezután Krasava választás elé állítja Chrudošt, hogy bocsásson meg neki és ölelje át vagy ölje meg a kardjával. Chrudoš a megbocsátás útját választja és kibékül Sťáhlavval is.

#### Második szín
Přemysl figyeli a betakarítást a földjein, amikor megérkezik a fejedelemasszony kísérete és magával viszi, hogy összeházasodhassanak Libušével.

### Harmadik felvonás
Egy kettős esküvőre, Libuše és Přemysl, valamint Krasava és Chrudoš egybekelésének nagy ünnepségére kerül sor. Přemysl megtervezi a módját, hogy hogyan békítse ki Libušét és Chrudošt. A fejedelemasszonynak hirtelen megjelenik egy látomás, majd elmondja, hogy milyen jövőt jósol a cseh nép számára.

## Hangszerelés
Piccolo, két fuvola, két oboa, két klarinét, két fagott, négy kürt, négy trombita, három harsona, tuba, üstdob, triangulum, cintányérok, nagydob, hárfa, vonósok. Színpadi trombiták.

## Hangfelvételek
- 1949, Alois Klíma (karmester), A Prágai Rádió Szimfonuikus Zenekara és Kórusa; Marie Podvalová, Theodor Šrubař, Karel Kalaš, Beno Blachut, Jaroslav Veverka, Bořek Rujan, Ludmila Červinková, Marta Krásová, Miluše Dvořáková, Miloslava Fidlerová, Věra Krilová, Jaroslav Gleich
- 1966, Jaroslav Krombholc (karmester), A Prágai Nemzeti Színház Szimfonuikus Zenekara és Kórusa; Naděžda Kniplová, Vacláv Bednár, Věra Soukupová
- 1983, Zdeněk Košler (karmester), A Prágai Nemzeti Színház Szimfonuikus Zenekara és Kórusa; Gabriela Beňačková-Čápová, Václav Zítek, Antonín Švorc, Leo Marian Vodička, Eva Děpoltová
- 1995, Oliver von Dohnányi (karmester), A Prágai Nemzeti Színház Szimfonuikus Zenekara és Kórusa; Eva Urbanová, Vratislav Kříž, Luděk Vele, Miloslav Podskalský, Miroslava Volková, Marie Veselá, Jan Markvart, Miroslav Švejda, Pavel Červinka, Jana Jonášová, Jitka Soběhartová, Helena Kaupová